# Zikri Akbar
Zikri Akbar (sinh ngày 8 tháng 5 năm 1992) là một cầu thủ bóng đá người Indonesia hiện tại thi đấu ở vị trí hậu vệ for the câu lạc bộ Indonesia, Aceh United  ở Liga 2. He trải qua sự nghiệp trẻ at Paraguayan Escula Empoli and then thi đấu cho Club Cerro Porteño cùng với người đồng đội Indonesia, Rahmanuddin.

## Sự nghiệp

### Persita Tangerang
Từ năm 2013 anh thi đấu cho Persita Tangerang. Anh ghi bàn thắng đầu tiên trong thất bại 2–4 trước Semen Padang ngày 7 tháng 6 năm 2014.